# Менгиш-Кую
Менгиш-Кую — упразднённый аул в Нефтекумском районе Ставропольского края России. Исключен из учётных данных в 1990 году.

## География
Аул располагался между каналами Караногайская ветвь и Катастрофический сброс, в 7 км к северо-востоку от села Каясула.

## История
По данным на 1926 года аул Менгиш-Кую состоял из 37 хозяйств (32 ногайских и 5 русских). В административном отношении входил в состав Бейсейского сельсовета Ачикулакского района ДАССР.
Решением Президиума Ставропольского краевого Совета народных депутатов от 23.08.1990 г. № 55а аул исключен из учётных данных.

## Население
По переписи 1926 года в ауле проживало 138 человек (74 мужчины и 64 женщины), из которых ногайцы составляли 84 % населения, русские — 16 %.